# Öküz helvası
Öküz helvası (literalment 'dolç de bou' en turc) és un variant d'un helvası feta a algunes regions de Turquia com ara Anatòlia Central (especialment a la província de Kırıkkale i la província d'Ankara) (p. 98) i a la Regió de la Mediterrània (especialment Antalya). Öküz helvası es fa utilitzant pekmez en comptes de sucre. (p. 85.) El pekmez utilitzat es fa de raïm o de garrofer. (p. 133) L'altre ingredient és mantega. (p. 46)